# Pinanga brevipes
Pinanga brevipes är en enhjärtbladig växtart som beskrevs av Odoardo Beccari. Pinanga brevipes ingår i släktet Pinanga och familjen Arecaceae. Inga underarter finns listade i Catalogue of Life.